# Parahemingwayella
Parahemingwayella is een geslacht van kreeftachtigen uit de klasse van de Ostracoda (mosselkreeftjes).

## Soort
- Parahemingwayella tetrapteron (Bonaduce, Ciampo & Masoli, 1976)